# 黄国璋
黄 国璋（こう こくしょう、1896年6月26日 - 1966年9月6日）、湖南省湘郷出身の中国の地理学者。字は海平といった。

## 生涯
黄国璋は、1919年に長沙の雅礼大学（現在は中南大学の一部となっている湘雅医学院の前身）を卒業した。その後、アメリカ合衆国へ留学し、イェール大学理学研究院、シカゴ大学地理学系に学び、著名な人文地理学者であったエルズワース・ハンティントンに師事し、修士号を得た。1928年に帰国し、国立中央大学（南京）地理学部の教授を経て、北平師範大学地理学部教授兼学部主任となった。1936年には中国地理学会副会長兼事務局長に選出された。同年『地理教学』が創刊された。抗日戦争（日中戦争）が勃発すると、相前後して西安臨時大学、次いでそれが改組された国立西北連合大学の地理学部主任、西北師範学院（西北師範大学の前身）歴史地理学部主任、さらには、西北師範学院の院長代理を務めた。同年、重慶で行政院管理中英庚款董事会が創設した中国地理研究所の初代所長に任じられた。1941年には、学術誌『地理』を創刊した。1943年には、中央設計局委員、区域設計組組長となった。1944年に民主科学座談会（九三学社の前身）の立ち上げに参加し、1945年には九三学社の常務理事兼事務局長に選ばれた。同年、北平（北京）に戻って、再び北平師範学院地理学部教授兼学部主任となり、さらに教務主任、理学院院長も代行した。1947年に中国地学会が再建されると、副会長兼事務局長を引き継いだ。
中華人民共和国が成立した後、黄国璋は引き続き北京師範大学で教員を務めた。1950年には、中国地学会と中国地理学会の合併後、初代の中国地理学会の理事長に選ばれた。1951年、知識分子思想改造運動の最中に、九三学社と中国地理学会の職務を解かれた。1952年に院系調整の後には、西北大学師範学院、西安師範学院、陝西師範大学の地理学部教授を歴任した。文化大革命の時には迫害され、1966年9月に夫人の范雪茵とともに首をつって自殺した。名誉回復がなされたのは四人組が実権を失って以降のことであった。2016年には、生誕120周年を記念した行事が九三学社によって催された。